# Ред Булл Арена (Гаррісон)
«Ред Булл Арена» (англ. Red Bull Arena) — футбольний стадіон у місті Гаррісон, Нью-Джерсі, США, домашня арена ФК «Нью-Йорк Ред Буллз».

## Загальний опис
Стадіон побудований протягом 2006—2010 років та відкритий 19 вересня 2010 року на місці колишнього заводу компанії «Remco». Мав проектну назву «Ред Булл Парк», однак у 2008 році перейменований на «Ред Булл Арена». Арена має низький та замкнутий дизайн, що забезпечує особливу акустику. Унікальний напівпрозорий дах зі скляною зовнішньою оболонкою обтягнутий спеціальною натяжною тканиною. Нижня чаша стадіону виконана з бетону, верхня — з оцинкованого металу, що створює додатковий шум для ігрової атмосфери. Потужність становить 25 000 глядачів, з яких 30 місць люкс-класу та 1000 — преміум-класу.

## Нагороди та відзнаки
У грудні 2010 року арена отримала відзнаку «Проект року» у категорії «Спорт/відпочинок». У січні 2016 року нагороджений відзнакою МЛС «Персонал безпеки року». У серпні 2016 року стадіон отримав першу щорічну відзнаку «Best In Fan Experience».
Стадіон приймав матчі в рамках Золотого кубка КОНКАКАФ 2017 року.